# Høruphav
Høruphav is een havenplaats in de Deense regio Zuid-Denemarken, gemeente Sønderborg, en telt 2612 inwoners (2008). Het vormt inmiddels een dorp samen met Kirke Hørup.